# Joaquim Nhanganga Tyombe
Joaquim Nhanganga Tyombe (ur. 22 listopada 1969 w Mambandi-Cacula) – angolański duchowny katolicki, biskup Uije od 2021.

## Życiorys
Święcenia kapłańskie otrzymał 24 listopada 2001 i został inkardynowany do archidiecezji Lubango. Był m.in. dyrektorem instytutu nauk religijnych w Lubango oraz rektorem archidiecezjalnego seminarium duchownego.
2 lutego 2021 papież Franciszek mianował go ordynariuszem diecezji Uije. Sakry udzielił mu 7 marca 2021 metropolita Lubango – arcybiskup Gabriel Mbilingi.
Ingres do katedry w Uije odbył 21 marca 2021.